# Карамай (аэропорт)
Аэропорт Карама́й (кит. упр. 克拉玛依机场, пиньинь Kèlāmǎyī Jīchǎng) — аэропорт, обслуживающий Карамай в Синьцзян-Уйгурском автономном районе КНР.